# Élections législatives de 2024 dans la Côte-d'Or

Les élections législatives de 2024 dans la Côte-d'Or se déroulent les 30 juin et 7 juillet 2024. Dans le département, cinq députés sont à élire dans le cadre de cinq circonscriptions, à la suite de la dissolution de l'Assemblée nationale par Emmanuel Macron.
Le choix de cette dissolution est fait après la défaite de la liste Renaissance aux élections européennes qui ont lieu le 9 juin 2024.

## Contexte
| Circonscription | RN      | ENS     | PS - PP | LFI     | LR     |
| --------------- | ------- | ------- | ------- | ------- | ------ |
| Circonscription |         |         |         |         |        |
| 1re             | 22,98 % | 18,13 % | 17,33 % | 9,12 %  | 9,33 % |
| 2e              | 32,09 % | 14,38 % | 13,66 % | 9,35 %  | 7,63 % |
| 3e              | 33,97 % | 13,48 % | 13,61 % | 11,21 % | 6,41 % |
| 4e              | 39,32 % | 12,86 % | 10,68 % | 4,99 %  | 7,32 % |
| 5e              | 38,11 % | 15,14 % | 11,01 % | 4,57 %  | 8,34 % |

## Système électoral
Les élections législatives ont lieu au scrutin uninominal majoritaire à deux tours dans des circonscriptions uninominales.
Est élu au premier tour le candidat qui réunit la majorité absolue des suffrages exprimés et un nombre de voix au moins égal au quart des électeurs inscrits dans la circonscription, soit 25 %. Si aucun des candidats ne satisfait ces conditions, un second tour est organisé entre les candidats ayant réuni un nombre de voix au moins égal à un huitième des inscrits, soit 12,5 %. Les deux candidats arrivés en tête du 1er tour se maintiennent néanmoins par défaut si un seul ou aucun d'entre eux n'a atteint ce seuil. Au second tour, le candidat arrivé en tête est déclaré élu,.
Le seuil de qualification basé sur un pourcentage du total des inscrits et non des suffrages exprimés rend plus difficile l'accès au second tour lorsque l'abstention est élevée. Le système permet en revanche l'accès au second tour de plus de deux candidats si plusieurs d'entre eux franchissent le seuil de 12,5 % des inscrits. Les candidats en lice au second tour peuvent ainsi être trois, un cas de figure appelé « triangulaire ». Les second tours où s'affrontent quatre candidats, appelés « quadrangulaire » sont également possibles, mais beaucoup plus rares,.

### Partis et nuances
Les résultats des élections sont publiés en France par le ministère de l'Intérieur, qui classe les partis en leur attribuant des nuances politiques. Ces dernières sont décidées par les préfets, qui les attribuent indifféremment de l'étiquette politique déclarée par les candidats, qui peut être celle d'un parti ou une candidature sans étiquette.
Seuls le Parti communiste français (COM), La France insoumise (FI), le Parti socialiste (SOC), le Parti radical de gauche (RDG), Les Écologistes (VEC), Renaissance (RE), le Mouvement démocrate (MDM), Horizons (HOR), l'Union des démocrates et indépendants (UDI), Les Républicains (LR), le Rassemblement national (RN) et Reconquête (REC) se voient attribuer en 2024 des nuances propres. Les coalitions Ensemble et Nouveau front populaire, ainsi que les candidats de l'alliance LR-Ciotti-RN, en bénéficient également indirectement, les nuances Ensemble ! (Majorité présidentielle) (ENS), Union de la gauche (UG) et Union de l'extrême-droite (UXD) étant attribuables aux candidats bénéficiant respectivement du soutien de deux partis du centre, de deux partis de gauche ou de deux partis d'extrême-droite,.
Tous les autres partis se voient attribuer l'une ou l'autre des nuances suivantes : EXG (extrême gauche), DVG (divers gauche), ECO (écologiste), REG (régionaliste), DVC (divers centre), DVD (divers droite), DSV (droite souverainiste) et EXD (extrême droite). Des partis comme Debout la France ou Lutte ouvrière ne disposent ainsi pas de nuances propres, et leurs résultats nationaux ne sont pas publiés séparément par le ministère, car mélangés avec d'autres partis (respectivement dans les nuances DSV et EXG).

## Résultats

### Élus
| Circonscription | Député sortant                             | Parti | Parti | Groupe | Député élu ou réélu | Parti | Parti | Groupe |
| --------------- | ------------------------------------------ | ----- | ----- | ------ | ------------------- | ----- | ----- | ------ |
| 1re             | Didier Martin                              |       | RE    | RE     | Océane Godard       |       | PS    | SOC    |
| 2e              | Benoît Bordat                              |       | FP    | RE     | Catherine Hervieu   |       | LÉ    | EcoS   |
| 3e              | Philippe Frei suppléant de Fadila Khattabi |       | RE    | RE     | Pierre Pribetich    |       | PS    | SOC    |
| 4e              | Hubert Brigand                             |       | LR    | LR     | Hubert Brigand      |       | LR    | DR     |
| 5e              | Didier Paris                               |       | RE    | RE     | René Lioret         |       | RN    | RN     |

### Taux de participation
| Taux de participation | 1er tour | 1er tour | 1er tour   | 2d tour | 2d tour | 2d tour    | Différence entre les deux tours |
| Taux de participation | En 2022  | En 2024  | Différence | En 2022 | En 2024 | Différence | Différence entre les deux tours |
| --------------------- | -------- | -------- | ---------- | ------- | ------- | ---------- | ------------------------------- |
| À midi                | 21,45 %  | 23,11 %  | 1,66       | 24,65 % | 26,05 % | 1,4        | 2,94                            |
| À 17 heures           | 41,32 %  | 60,91 %  | 19,59      | 40,41 % | 60,74 % | 20,33      | 0,17                            |
| Final                 | 51,10 %  | 70,98 %  | 19,88      | 48,44 % | 71,29 % | 22,85      | 0,31                            |

### Résultats à l'échelle du département

#### Résultats par coalition
| Parti                                       | Parti                                       | Parti                                  | Premier tour | Premier tour | Premier tour | Second tour | Second tour   | Second tour | Total Sièges  | +/-           |
| Parti                                       | Parti                                       | Parti                                  | Voix         | %            | Sièges       | Voix        | %             | Sièges      | Total Sièges  | +/-           |
| ------------------------------------------- | ------------------------------------------- | -------------------------------------- | ------------ | ------------ | ------------ | ----------- | ------------- | ----------- | ------------- | ------------- |
|                                             |                                             | Rassemblement national (RN)            | 76 545       | 30,07        | 0            | 85 697      | 34,80         | 1           | 1             | 1             |
|                                             | Républicains à droite (RAD)                 | 17 405                                 | 6,84         | 0            | 21 645       | 8,79        | 0             | 0           | Nv            |               |
| Total Rassemblement national et alliés (RN) | Total Rassemblement national et alliés (RN) | 93 950                                 | 36,91        | 0            | 107 342      | 43,59       | 1             | 1           | 1             |               |
|                                             |                                             | Parti socialiste (PS)                  | 29 211       | 11,48        | 0            | 43 270      | 17,57         | 2           | 2             | Nv            |
|                                             | Les Écologistes (LÉ)                        | 13 723                                 | 5,39         | 0            | 24 496       | 9,95        | 1             | 1           | 1             |               |
|                                             | Parti communiste français (PCF)             | 11 296                                 | 4,44         | 0            | Retrait      | Retrait     | Retrait       | 0           | en stagnation |               |
|                                             | La France insoumise (LFI)                   | 9 616                                  | 3,78         | 0            | Retrait      | Retrait     | Retrait       | 0           | en stagnation |               |
| Total Nouveau Front populaire (NFP)         | Total Nouveau Front populaire (NFP)         | 63 846                                 | 25,08        | 0            | 67 766       | 27,52       | 3             | 3           | 3             |               |
|                                             |                                             | Renaissance (RE)                       | 43 653       | 17,15        | 0            | 45 947      | 18,66         | 0           | 0             | 3             |
|                                             | Fédération progressiste (FP)                | 12 225                                 | 4,80         | 0            | Retrait      | Retrait     | Retrait       | 0           | 1             |               |
| Total Ensemble pour la République (ENS)     | Total Ensemble pour la République (ENS)     | 55 878                                 | 21,95        | 0            | 45 947       | 18,66       | 0             | 1           | 4             |               |
|                                             |                                             | Les Républicains (LR)                  | 30 250       | 11,88        | 0            | 25 179      | 10,23         | 1           | 1             | en stagnation |
| Total Union de la droite et du centre (UDC) | Total Union de la droite et du centre (UDC) | 30 250                                 | 11,88        | 0            | 25 179       | 10,23       | 1             | 1           | en stagnation |               |
|                                             | Lutte ouvrière (LO)                         | Lutte ouvrière (LO)                    | 3 471        | 1,36         | 0            |             |               |             | 0             | en stagnation |
|                                             | Dissidents Ensemble pour la République      | Dissidents Ensemble pour la République | 2 707        | 1,06         | 0            | 0           | en stagnation |             |               |               |
|                                             | Dissidents Nouveau Front populaire          | Dissidents Nouveau Front populaire     | 2 232        | 0,88         | 0            | 0           | en stagnation |             |               |               |
|                                             | Écologie au centre (EAC)                    | Écologie au centre (EAC)               | 1 222        | 0,48         | 0            | 0           | en stagnation |             |               |               |
|                                             | Reconquête (REC)                            | Reconquête (REC)                       | 512          | 0,20         | 0            | 0           | en stagnation |             |               |               |
|                                             | Debout la France (DLF)                      | Debout la France (DLF)                 | 231          | 0,09         | 0            | 0           | en stagnation |             |               |               |
|                                             | Sans étiquette (SE)                         | Sans étiquette (SE)                    | 233          | 0,09         | 0            | 0           | en stagnation |             |               |               |
|                                             |                                             |                                        |              |              |              |             |               |             |               |               |
| Suffrages exprimés                          | Suffrages exprimés                          | Suffrages exprimés                     | 254 532      | 97,46        |              | 246 234     | 93,86         |             |               |               |
| Votes blancs                                | Votes blancs                                | Votes blancs                           | 4 898        | 1,88         | 12 681       | 4,83        |               |             |               |               |
| Votes nuls                                  | Votes nuls                                  | Votes nuls                             | 1 736        | 0,66         | 3 422        | 1,30        |               |             |               |               |
| Total                                       | Total                                       | Total                                  | 261 166      | 100          | 0            | 262 337     | 100           | 5           | 5             | en stagnation |
| Abstention                                  | Abstention                                  | Abstention                             | 106 789      | 29,02        |              | 105 680     | 28,72         |             |               |               |
| Inscrits/Participation                      | Inscrits/Participation                      | Inscrits/Participation                 | 367 955      | 70,98        | 368 017      | 71,28       |               |             |               |               |

#### Résultats par nuance
| Nuance                 | Nuance                    | Nuance                 | Premier tour | Premier tour | Premier tour | Second tour | Second tour   | Second tour | Total Sièges | +/-           |  |
| Nuance                 | Nuance                    | Nuance                 | Voix         | %            | Sièges       | Voix        | %             | Sièges      | Total Sièges | +/-           |  |
| ---------------------- | ------------------------- | ---------------------- | ------------ | ------------ | ------------ | ----------- | ------------- | ----------- | ------------ | ------------- |  |
|                        | Rassemblement national    | RN                     | 76 545       | 30,07        | 0            | 85 697      | 34,80         | 1           | 1            | 1             |  |
|                        | Union de la gauche        | UG                     | 63 846       | 25,08        | 0            | 67 766      | 27,52         | 3           | 3            | 3             |  |
|                        | Ensemble                  | ENS                    | 55 878       | 21,95        | 0            | 45 947      | 18,66         | 0           | 0            | 4             |  |
|                        | Les Républicains          | LR                     | 30 250       | 11,88        | 0            | 25 179      | 10,23         | 1           | 1            | en stagnation |  |
|                        | Union de l'extrême droite | UXD                    | 17 405       | 6,84         | 0            | 21 645      | 8,79          | 0           | 0            | Nv            |  |
|                        | Extrême gauche            | EXG                    | 3 471        | 1,36         | 0            |             |               |             | 0            | en stagnation |  |
|                        | Divers gauche             | DVG                    | 3 408        | 1,34         | 0            | 0           | en stagnation |             |              |               |  |
|                        | Divers droite             | DVD                    | 1 531        | 0,60         | 0            | 0           | en stagnation |             |              |               |  |
|                        | Écologistes               | ECO                    | 1 222        | 0,48         | 0            | 0           | en stagnation |             |              |               |  |
|                        | Reconquête                | REC                    | 512          | 0,20         | 0            | 0           | en stagnation |             |              |               |  |
|                        | Divers centre             | DVC                    | 233          | 0,09         | 0            | 0           | en stagnation |             |              |               |  |
|                        | Droite souverainiste      | DSV                    | 231          | 0,09         | 0            | 0           | en stagnation |             |              |               |  |
|                        |                           |                        |              |              |              |             |               |             |              |               |  |
| Suffrages exprimés     | Suffrages exprimés        | Suffrages exprimés     | 254 532      | 97,46        |              | 246 234     | 93,86         |             |              |               |  |
| Votes blancs           | Votes blancs              | Votes blancs           | 4 898        | 1,88         | 12 681       | 4,83        |               |             |              |               |  |
| Votes nuls             | Votes nuls                | Votes nuls             | 1 736        | 0,66         | 3 422        | 1,30        |               |             |              |               |  |
| Total                  | Total                     | Total                  | 261 166      | 100          | 0            | 262 337     | 100           | 5           | 5            | en stagnation |  |
| Abstentions            | Abstentions               | Abstentions            | 106 789      | 29,02        |              | 105 680     | 28,72         |             |              |               |  |
| Inscrits/Participation | Inscrits/Participation    | Inscrits/Participation | 367 955      | 70,98        | 368 017      | 71,28       |               |             |              |               |  |

### Résultats par circonscription

#### Première circonscription
Député sortant : Didier Martin (Renaissance)
| Candidat                 | Candidat                 | Parti et coalition       | Nuance                   | Premier tour | Premier tour | Second tour | Second tour |
| Candidat                 | Candidat                 | Parti et coalition       | Nuance                   | Voix         | %            | Voix        | %           |
| ------------------------ | ------------------------ | ------------------------ | ------------------------ | ------------ | ------------ | ----------- | ----------- |
|                          | Océane Godard            | PS (NFP)                 | UG                       | 14 679       | 29,16        | 18 716      | 37,15       |
|                          | Didier Martin            | RE (ENS)                 | ENS                      | 13 830       | 27,48        | 17 314      | 34,36       |
|                          | Cyline Humblot-Cornille  | RN                       | RN                       | 12 969       | 25,77        | 14 356      | 28,49       |
|                          | François-Xavier Dugourd  | LR - NÉ (UDC)            | LR                       | 6 126        | 12,17        |             |             |
|                          | Sladana Zivkovic         | PP diss.                 | DVG                      | 2 232        | 4,43         |             |             |
|                          | Julien Thévenin          | LO                       | EXG                      | 497          | 0,99         |             |             |
|                          |                          |                          |                          |              |              |             |             |
| Suffrages exprimés       | Suffrages exprimés       | Suffrages exprimés       | Suffrages exprimés       | 50 333       | 98,22        | 50 386      | 97,34       |
| Votes blancs             | Votes blancs             | Votes blancs             | Votes blancs             | 657          | 1,28         | 1 081       | 2,09        |
| Votes nuls               | Votes nuls               | Votes nuls               | Votes nuls               | 255          | 0,50         | 298         | 0,58        |
| Total                    | Total                    | Total                    | Total                    | 51 245       | 100          | 51 765      | 100         |
| Abstention               | Abstention               | Abstention               | Abstention               | 19 250       | 27,31        | 18 746      | 26,59       |
| Inscrits / participation | Inscrits / participation | Inscrits / participation | Inscrits / participation | 70 495       | 72,69        | 70 511      | 73,41       |

#### Deuxième circonscription
Député sortant : Benoît Bordat (Fédération progressiste)
| Candidat                 | Candidat                 | Parti et coalition       | Nuance                   | Premier tour | Premier tour | Second tour | Second tour |
| Candidat                 | Candidat                 | Parti et coalition       | Nuance                   | Voix         | %            | Voix        | %           |
| ------------------------ | ------------------------ | ------------------------ | ------------------------ | ------------ | ------------ | ----------- | ----------- |
|                          | Tatiana Guyenot          | RN                       | RN                       | 17 181       | 34,64        | 21 184      | 46,37       |
|                          | Catherine Hervieu        | LÉ (NFP)                 | UG                       | 13 723       | 27,67        | 24 496      | 53,63       |
|                          | Benoît Bordat            | FP (ENS)                 | ENS                      | 12 225       | 24,65        | Retrait     | Retrait     |
|                          | Laurent Bourguignat      | LR - NÉ (UDC)            | LR                       | 3 982        | 8,03         |             |             |
|                          | Julien Gonzalez          | ÉAC                      | ECO                      | 1 222        | 2,46         |             |             |
|                          | Claire Rocher            | LO                       | EXG                      | 522          | 1,05         |             |             |
|                          | Franck Gaillard          | REC                      | REC                      | 512          | 1,03         |             |             |
|                          | Élisabeth Bertrand       | DLF                      | DSV                      | 231          | 0,47         |             |             |
|                          |                          |                          |                          |              |              |             |             |
| Suffrages exprimés       | Suffrages exprimés       | Suffrages exprimés       | Suffrages exprimés       | 49 598       | 97,99        | 45 680      | 90,66       |
| Votes blancs             | Votes blancs             | Votes blancs             | Votes blancs             | 767          | 1,52         | 3 758       | 7,46        |
| Votes nuls               | Votes nuls               | Votes nuls               | Votes nuls               | 248          | 0,49         | 949         | 1,88        |
| Total                    | Total                    | Total                    | Total                    | 50 613       | 100          | 50 387      | 100         |
| Abstention               | Abstention               | Abstention               | Abstention               | 21 398       | 29,71        | 21 645      | 30,05       |
| Inscrits / participation | Inscrits / participation | Inscrits / participation | Inscrits / participation | 72 011       | 70,29        | 72 032      | 69,95       |

#### Troisième circonscription
Député sortant : Philippe Frei (Renaissance), élu en 2022 en tant que suppléant de Fadila Khattabi (Renaissance)
| Candidat                 | Candidat                 | Parti et coalition       | Nuance                   | Premier tour | Premier tour | Second tour | Second tour |
| Candidat                 | Candidat                 | Parti et coalition       | Nuance                   | Voix         | %            | Voix        | %           |
| ------------------------ | ------------------------ | ------------------------ | ------------------------ | ------------ | ------------ | ----------- | ----------- |
|                          | Thierry Coudert          | RAD (RN)                 | UXD                      | 17 405       | 35,44        | 21 645      | 46,85       |
|                          | Pierre Pribetich         | PS (NFP)                 | UG                       | 14 532       | 29,59        | 24 554      | 53,15       |
|                          | Fadila Khattabi          | RE (ENS)                 | ENS                      | 11 695       | 23,81        | Retrait     | Retrait     |
|                          | Charle Bourgadel         | LR (UDC)                 | LR                       | 3 611        | 7,35         |             |             |
|                          | Georges Mezui            | TdP diss.                | DVG                      | 1 176        | 2,39         |             |             |
|                          | Fabienne Delorme         | LO                       | EXG                      | 694          | 1,41         |             |             |
|                          |                          |                          |                          |              |              |             |             |
| Suffrages exprimés       | Suffrages exprimés       | Suffrages exprimés       | Suffrages exprimés       | 49 113       | 97,53        | 46 199      | 91,33       |
| Votes blancs             | Votes blancs             | Votes blancs             | Votes blancs             | 927          | 1,84         | 3 566       | 7,05        |
| Votes nuls               | Votes nuls               | Votes nuls               | Votes nuls               | 319          | 0,63         | 821         | 1,62        |
| Total                    | Total                    | Total                    | Total                    | 50 359       | 100          | 50 586      | 100         |
| Abstention               | Abstention               | Abstention               | Abstention               | 22 067       | 30,47        | 21 866      | 30,18       |
| Inscrits / participation | Inscrits / participation | Inscrits / participation | Inscrits / participation | 72 426       | 69,53        | 72 452      | 69,82       |

#### Quatrième circonscription
Député sortant : Hubert Brigand (Les Républicains)
| Candidat                 | Candidat                 | Parti et coalition       | Nuance                   | Premier tour | Premier tour | Second tour | Second tour |
| Candidat                 | Candidat                 | Parti et coalition       | Nuance                   | Voix         | %            | Voix        | %           |
| ------------------------ | ------------------------ | ------------------------ | ------------------------ | ------------ | ------------ | ----------- | ----------- |
|                          | Sophie Dumont            | RN                       | RN                       | 19 881       | 42,33        | 21 480      | 46,04       |
|                          | Hubert Brigand           | LR (UDC)                 | LR                       | 16 531       | 35,20        | 25 179      | 53,96       |
|                          | Valérie Jacq             | LFI (NFP)                | UG                       | 9 616        | 20,47        | Retrait     | Retrait     |
|                          | Michel Denizot           | LO                       | EXG                      | 940          | 2,00         |             |             |
|                          |                          |                          |                          |              |              |             |             |
| Suffrages exprimés       | Suffrages exprimés       | Suffrages exprimés       | Suffrages exprimés       | 46 968       | 96,99        | 46 659      | 95,62       |
| Votes blancs             | Votes blancs             | Votes blancs             | Votes blancs             | 1 083        | 2,24         | 1 665       | 3,41        |
| Votes nuls               | Votes nuls               | Votes nuls               | Votes nuls               | 374          | 0,77         | 474         | 0,97        |
| Total                    | Total                    | Total                    | Total                    | 48 425       | 100          | 48 798      | 100         |
| Abstention               | Abstention               | Abstention               | Abstention               | 19 022       | 28,20        | 18 654      | 27,66       |
| Inscrits / participation | Inscrits / participation | Inscrits / participation | Inscrits / participation | 67 447       | 71,80        | 67 452      | 72,34       |

#### Cinquième circonscription
Député sortant : Didier Paris (Renaissance)
| Candidat                 | Candidat                 | Parti et coalition       | Nuance                   | Premier tour | Premier tour | Second tour | Second tour |
| Candidat                 | Candidat                 | Parti et coalition       | Nuance                   | Voix         | %            | Voix        | %           |
| ------------------------ | ------------------------ | ------------------------ | ------------------------ | ------------ | ------------ | ----------- | ----------- |
|                          | René Lioret              | RN                       | RN                       | 26 514       | 45,31        | 28 677      | 50,04       |
|                          | Didier Paris             | RE (ENS)                 | ENS                      | 18 128       | 30,98        | 28 633      | 49,96       |
|                          | Jérôme Flache            | PCF (NFP)                | UG                       | 11 296       | 19,30        | Retrait     | Retrait     |
|                          | Arnaud Chéront           | RE diss.                 | DVD                      | 1 531        | 2,62         |             |             |
|                          | Françoise Petet          | LO                       | EXG                      | 818          | 1,40         |             |             |
|                          | Nicolas Baudot           | SE                       | DVC                      | 233          | 0,40         |             |             |
|                          |                          |                          |                          |              |              |             |             |
| Suffrages exprimés       | Suffrages exprimés       | Suffrages exprimés       | Suffrages exprimés       | 58 520       | 96,69        | 57 310      | 94,26       |
| Votes blancs             | Votes blancs             | Votes blancs             | Votes blancs             | 1 464        | 2,42         | 2 611       | 4,29        |
| Votes nuls               | Votes nuls               | Votes nuls               | Votes nuls               | 540          | 0,89         | 880         | 1,45        |
| Total                    | Total                    | Total                    | Total                    | 60 524       | 100          | 60 801      | 100         |
| Abstention               | Abstention               | Abstention               | Abstention               | 25 052       | 29,27        | 24 769      | 28,95       |
| Inscrits / participation | Inscrits / participation | Inscrits / participation | Inscrits / participation | 85 576       | 70,73        | 85 570      | 71,05       |